# Nazionale maschile di rugby a 15 della Colombia
La nazionale di rugby a 15 della Colombia (in spagnolo Selección de rugby de Colombia) è la selezione maschile di rugby a 15 (o Rugby union) che rappresenta la Colombia in ambito internazionale.
Attiva dal 1996, opera sotto la giurisdizione della Federación Colombiana de Rugby.
Essa partecipa dal 2001 al Sudamericano di rugby, la cui seconda divisione ha vinto 5 volte tra il 2009 e il 2017; dal 2019 milita invece nella prima divisione di tale competizione.
Partecipa regolarmente anche alle qualificazioni sudamericane alla Coppa del Mondo di rugby ma, al 2021, non ha ancora mai guadagnato l'ammissione a tale torneo.
Al 21 novembre 2022 la squadra occupa la 37ª posizione del ranking World Rugby.